# История Гессена
История Гессена — немецкого региона на среднем Рейне.

## Древняя история
Германские племена населяли территорию Гессена еще до н. э. Первым историческим народом на этой земле были хатты, а позднее родственные им гессы. 738 годом датируется первое упоминание названия Гессен (нем. Hessen): Григорий Турский сообщает в письме Бонифацию о некоторых хаттах, народе Гессена (лат. populus hassiorum), который селится в низовьях Фульды. Они постепенно слились с франками и вошли в состав их Франкского государства, занимая его ядро (Австразия). С Гессена началось распространение христианства в Германии. В 744 году здесь было основано Фульдское аббатство, где был захоронен Святой Бонифаций. После раздела Франкского государства по Верденскому договору (843), земли Гессена вошли в состав Восточно-Франкского государства, затем вошли в состав герцогства Франкония, которое являлось частью Священной Римской империи.
В 1122 году территория Гессена вошла в состав Тюрингии.

## Ландграфство Гессен
В 1264 году на карте Европы впервые появляется ландграфство Гессен, которое возглавил Генрих — сын герцога Генриха II Брабантского и дочери ландграфа Тюрингии Софии. Графство выделилось из Тюрингии, а его столицей графства стал Кассель. При преемниках Генриха территория Гессена постоянно расширялась.
В XV веке Гессен разделился на верхний и нижний: Гессен-Кассельская и Гессен-Марбургская династии; последняя скоро прекратилась, и Вильгельм II в 1500 году опять соединил в своих руках весь Гессен.

## Реформация
Гессенский ландграф Филипп Великодушный в 1526 году одним из первых принял лютеранство, заключил военный союз со своим саксонским единоверцем курфюрстом Иоганном и учредил в Марбурге в 1527 году 1-й евангелический университет, где в 1529 году произошел знаменитый Марбургский диспут, положивший начало расхождению реформатов и лютеран. В 1530 году Филипп подписывает Аугсбургское исповедание и на следующий год принимает деятельное участие в образовании Шмалькаденского союза, после битвы при Мюльберге в 1547 году попал в плен, но уже к 1552 году, по Пассаускому договору, получил свободу и свои владения.

## Гессен-Дармштадт
После смерти Филиппа в 1567 году его сыновья разделили страну на четыре части с центрами в городах Кассель, Марбург, Рейнфельс и Дармштадт. Но уже в начале XVII веке она сосредоточилась в руках двух линий: Гессен-Кассельской и Гессен-Дармштадтской. От первой происходят боковые ветви: Гессен-Ротенбург, Эшвеге, Рейнфельс-Ванфрид, Филиппсталь, Бархфельд, Гомбург.
Младший сын Филиппа Великодушного, Георг I Набожный, основатель Дармштадтской линии, много сделал для материального благосостояния страны. Вследствие доставшегося сыну его, Людвигу V (1595—1626), в наследство от Людвига IV марбургского княжества Гиссен, между Гессен-Дармштадтом и Гессен-Касселем возгорелась долгая борьба, во время которой основан был лютеранский университет в Гиссене (1607), ибо единственному для всего Гессена университету в Марбурге, Мориц Кассельский придал чисто реформатский характер. Борьба кончилась лишь при сыне Людвига V, Георге II Учёном.
В годы Американской революции гессенские солдаты приняли деятельное участие в борьбе против повстанцев на стороне Ганноверской династии.
При преемниках Георга II, Гессен-Дармштадт много претерпел во время войн Людовика XIV, особенно войны за испанское наследство.
Людвиг Х (1790—1830) приобрел, за свои потери на левом берегу Рейна и за отказ от Бадена и Нассау-Узингена, герцогство Вестфалию, 12 майнцских и 3 пфальцских округа, имперский город Фридберг и церковный округ Вимпфен, из которых образовал 3 провинции: Штаркенбург, Обергессен и Вестфалию.

## Великое герцогство Гессен
Присоединившись в 1806 году к Рейнскому союзу, Людвиг Х 14 августа принял титул великого герцога, под именем Людвига I, а когда он, по Венскому конгрессу, взамен уступленных им Вестфалии и земель на Майне получил часть Доннерсберга на левом берегу Рейна и часть Изенбурга на правом берегу, то принял титул великого герцога Гессен и на Рейне. 18 марта 1820 года им введено представительное устройство.
При его сыне, Людвиге II, июльская революция отозвалась в Дармштадте волнениями, которые скоро были подавлены. Требования уплаты долгов великого герцога, полицейские строгости против демократов и упразднение в 1846 году действовавших в Рейнской части великого герцогства французских гражданских законов способствовали усилению оппозиционной партии. Когда вспыхнула февральская революция, либералы, во главе которых стоял Генрих Гагерн, внесли в палату требование созыва общегерманского народного представительства. 5 марта наследник престола объявлен регентом, а Гагерн — министром внутренних дел.
При Людвиге III (1848—1877) преемник Гагерна, Яуп, преобразовал администрацию, ввел гласный суд, упразднил право охоты, но из-за своих симпатий к Пруссии уступил своё место Дальвигу, ставшему в 1866 году на сторону Австрии.
После поражений при Лауфахе и Ашафенбурге Гессен был оккупирован Пруссией и лишь родственным отношениям велико-герцогского дома к России и Англии обязан тем, что условия мира были сравнительно не тяжелы: Пруссии были сделаны незначительные земельные уступки, уравновешиваемые приобретением некоторых гессен-кассельских владений, и уплачено 3 мил. гульденов военной контрибуции. Часть Гессена к северу от Майна вошла в состав Северо-Германского союза.
В том же 1866 году была заключена с Пруссией военная конвенция, а 11 апреля 1867 года — оборонительный и наступательный союз.
В войне 1870—1871 годов гессенские войска храбро сражались вместе с пруссаками при Гравелотте и на Луаре.
Когда Гессен вошел в состав Германской империи, Дальвиг должен был подать в отставку.
При его преемнике, Гофмане, политика Гессена приняла верный империи характер. По смерти Людвига III ему наследовал его преемник Людвиг IV, при котором материальное благосостояние страны значительно поправилось; часть государственного долга была уплачена, а в 1888 году могли быть уничтожены налоги поземельный, подоходный и с промыслов.

## Гессен-Кассель
В 1604 году ландграфство Гессен-Кассель расширилось за счёт присоединения Гессен-Марбурга, чья правящая династия оборвалась со смертью ландграфа Людвига IV.
В течение Тридцатилетней войны кальвинистский Гессен-Кассель являлся наиболее верным немецким союзником Швеции. Вильгельм V, а после его смерти в 1637 году, и его вдова-регент Амелия Ганауская (внучка Вильгельма I Оранского), поддерживали Францию и Швецию, снабжая войска и поддерживая гарнизоны, пока княжество было оккупировано имперскими войсками. При Вильгельме VI, по Вестфальскому миру (1648 год) была приобретена большая часть графства Шаумбург у Херсфельдского аббатства.
Во время правления Фридриха I (который с 1720 года стал королём Швеции, женившись на Ульрике Элеоноре, сестре Карла XII) ландграфство Гессен-Кассель вступило в личную унию со Швецией на период с 1730 по 1751 года. В это время княжеством управлял младший брат Фридриха I — принц Вильгельм, после 1751 года правивший под именем Вильгельма VIII до 1760 года. Ему удалось собрать картинную галерею, которая соперничала по своему богатству с Дрезденской.
Хотя практика передачи в аренду собственных войск другим государствам существовала давно, только ландграфы Гессен-Касселя смогли прославиться в этой сфере. В течение XVIII столетия правители княжества держали под ружьём 7 % населения. Фредерик II оказывал серьёзную военную помощь своему племяннику — британскому королю Георгу III в подавлении восстания в США. Гессенские солдаты вошли в американский жаргон как символ немецких наёмников, служивших британцам. На вырученные деньги ландграф поддерживал свой роскошный образ жизни.
В ходе немецкой медиатизации 1803 года ландграфство Гессен-Кассель стало курфюршеством Гессен. Тем самым статус правителя ландграфства Вильгельма IX повысился и он стал курфюрстом Вильгельмом I.
В отместку за поддержку Пруссии земли Вильгельма I в 1807 году вошли в состав королевства Вестфалия, где стал править Жером Бонапарт. После поражения Наполеона Вильгельм сохранил свой титул курфюрста. После 1813 года Гессен был признан независимым государством, а в 1815 году вступил в Германский союз. В 1817 году Вильгельм I дал стране конституцию.
В 1821 году ему наследовал сын Вильгельм II, который в 1831 году дал новую конституцию и передал управление страной курпринцу (наследнику престола) как соправителю.
В 1847 году курпринц стал курфюрстом под именем Фридрих Вильгельм I. Волнения, возникшие в Гессен-Касселе, продолжались до 1850 года и были подавлены при помощи прусских и австрийских войск, после чего была отменена свобода прессы и вместо обыкновенных были учреждены военные суды. В 1852 году была отменена конституция 1831 года с добавлениями 1848 и 1849 годов. С 1854 года в Гессенской и немецкой печати появилась активная агитация за восстановление конституции 1831 года. В 1862 году эта конституция была восстановлена с одновременным принятием избирательного закона 1849 года.
Во время Австро-прусской войны Гессен-Кассель стал союзником Австрийской империи. В том же году курфюршество было занято прусскими войсками, а сам курфюрст был отвезен в Штеттин. После этого Гессен-Кассель вместе с Нассау и Франкфуртом-на-Майне в 1866 году вошли в состав прусской провинции Гессен-Нассау.

## Новейшая история Гессена
В 1918 году после Ноябрьской революции, свергнувшей власть кайзера, на территории Гессен-Дармштадта была создана Народная республика Гессен (нем. Volksstaat Hessen). Западный берег Рейна до 1930 был оккупирован французскими войсками. После Второй мировой войны Гессен был оккупирован французскими и американскими войсками. Оккупированная французами зона позднее вошла в состав федеральной земли Рейнланд-Пфальц.
«Указом номер 2» от 19 сентября 1945 года, обнародованным во франкфуртской штаб-квартире фирмы ИГ Фарбен-индустри, американская военная администрация объединила Гессен-Дармштадт и большую часть бывших прусских провинций Гессен и Нассау в землю Гессен.
В 2020 году министр финансов Гессена Томас Шефер предположительно покончил с собой во время пандемии коронавируса в Германии.